# Alconchel
Alconchel település Spanyolországban, Badajoz tartományban. Alconchel Cheles, Higuera de Vargas, Olivenza, Táliga, Villanueva del Fresno és Alandroal községekkel határos. Lakosainak száma 1626 fő (2024).

## Népesség
A település lakosságának változását az alábbi diagram mutatja:
| Lakosok száma | 2069 | 1984 | 1979 | 1951 | 1894 | 1840 | 1750 | 1680 | 1654 | 1626 |
|               | 2001 | 2004 | 2006 | 2009 | 2011 | 2014 | 2016 | 2019 | 2021 | 2024 |